# Wladimir Belli
Wladimir Belli (Sorengo, 25 de julho de 1970) é um ciclista profissional italiano nascido na Suíça.